# St. Kilda Wedding
| Recensione | Giudizio |
| ---------- | -------- |
| AllMusic   | [ 1 ]    |

St. Kilda Wedding è il secondo album discografico degli Ossian, pubblicato dall'etichetta discografica Iona Records nel 1978.

## Tracce
Tutti i brani sono tradizionali, eccetto dove indicato.
Lato A
1. The St. Kilda Wedding, Perrie Werrie (Reel), The Honourable Mrs. Moll's Reel – 4:21
2. Gie Me a Lass Wi a Lamp O'Land (Song) – 2:20 (Ramsay)
3. Iomramh Eadar Il'a's Uist (Rowing from Islay to Uist), The Source of Spey – 4:00
4. Dean Cadalan Sàmhach (Gaelic Song) – 3:34 (Mac Mhurchaidh)
5. Gala Water (Song), Major David Manson (Reel) – 4:05 (Pipe Major P. McLeod - Edcath)

Lato B
1. 'S Gann Gun Dirich Mi Chaoidh (Gaelic Song) – 3:03 (Nicolson)
2. Farewell to Whisky (Slow Air) – 4:10 (Neil Gow)
3. My Love Is the Fair Lad (March), The Forth Bridge (Strathspey), Pretty Pegg (Reel) – 3:30
4. The Braes O'Strathblane (Song) – 4:32
5. More Grog Coming, Tilley Plump, Da Foostra – 3:16

## Musicisti
- Billy Jackson - arpa celtica, uillean pipes, whitles, voce
- John Martin - fiddle, violoncello, voce
- George Jackson - chitarra, cittern, mandolino, fiddle, whistle, flauto, voce
- Billy Ross - voce solista, chitarra, dulcimer, whistle

Note aggiuntive
- Ossian - produttori
- Registrato al Castle Sound Studios di Edimburgo, Scozia
- Calum Malcolm - ingegnere delle registrazioni
- Colin Browne - illustrazioni e design album
- Ringraziamenti speciali a: Flora MacNeil, Isobel Nicolson, Sorley Maclean, Morag Macleod[2]